# Тонневіль
Тонневі́ль (фр. Tonneville) — колишній муніципалітет у Франції, у регіоні Нормандія, департамент Манш. Населення — 652 осіб (2011).
Муніципалітет був розташований на відстані близько 310 км на захід від Парижа, 110 км на північний захід від Кана, 75 км на північний захід від Сен-Ло.

## Історія
До 2015 року муніципалітет перебував у складі регіону Нижня Нормандія. Від 1 січня 2016 року належав до нового об'єднаного регіону Нормандія.
1 січня 2017 року Тонневіль, Аквіль, Одервіль, Бомон-Аг, Бівіль, Бранвіль-Аг, Дігюльвіль, Екюльвіль, Флоттманвіль-Аг, Гревіль-Аг, Еркевіль, Жобур, Омонвіль-ла-Петіт, Омонвіль-ла-Рог, Сент-Круа-Аг, Сен-Жермен-де-Во, Юрвіль-Накевіль, Ватвіль i Вовіль було об'єднано в новий муніципалітет Ла-Аг.

## Демографія
Динаміка населення (INSEE ):
Розподіл населення за віком та статтю (2006):
| Стать | Всього | До 15 років | 15-24 | 25-44 | 45-64 | 65-85 | Понад 85 |
| --- | ------ | ----------- | ----- | ----- | ----- | ----- | -------- |
| Чоловіки | 310    | 71          | 35    | 78    | 94    | 32    | 0        |
| Жінки | 329    | 87          | 40    | 75    | 91    | 28    | 8        |
| \| Статево-вікова піраміда \| Статево-вікова піраміда \| Статево-вікова піраміда \| \| ----------------------- \| ----------------------- \| ----------------------- \| \| Чоловіки \| Вік \| Жінки \| \| 0 \| 85 + \| 8 \| \| 4 \| 80-84 \| 4 \| \| 12 \| 75-79 \| 12 \| \| 16 \| 70-74 \| 8 \| \| 0 \| 65-69 \| 4 \| \| 27 \| 60-64 \| 12 \| \| 12 \| 55-59 \| 20 \| \| 24 \| 50-54 \| 16 \| \| 31 \| 45-49 \| 43 \| \| 35 \| 40-44 \| 39 \| \| 27 \| 35-39 \| 20 \| \| 8 \| 30-34 \| 12 \| \| 8 \| 25-29 \| 4 \| \| 4 \| 20-24 \| 16 \| \| 31 \| 15-20 \| 24 \| \| 31 \| 10-14 \| 47 \| \| 24 \| 5-9 \| 24 \| \| 16 \| 0-4 \| 16 \| |        |             |       |       |       |       |          |
| Статево-вікова піраміда |        |             |       |       |       |       |          |
| Чоловіки | Вік    | Жінки       |       |       |       |       |          |
| 0 | 85 +   | 8           |       |       |       |       |          |
| 4 | 80-84  | 4           |       |       |       |       |          |
| 12 | 75-79  | 12          |       |       |       |       |          |
| 16 | 70-74  | 8           |       |       |       |       |          |
| 0 | 65-69  | 4           |       |       |       |       |          |
| 27 | 60-64  | 12          |       |       |       |       |          |
| 12 | 55-59  | 20          |       |       |       |       |          |
| 24 | 50-54  | 16          |       |       |       |       |          |
| 31 | 45-49  | 43          |       |       |       |       |          |
| 35 | 40-44  | 39          |       |       |       |       |          |
| 27 | 35-39  | 20          |       |       |       |       |          |
| 8 | 30-34  | 12          |       |       |       |       |          |
| 8 | 25-29  | 4           |       |       |       |       |          |
| 4 | 20-24  | 16          |       |       |       |       |          |
| 31 | 15-20  | 24          |       |       |       |       |          |
| 31 | 10-14  | 47          |       |       |       |       |          |
| 24 | 5-9    | 24          |       |       |       |       |          |
| 16 | 0-4    | 16          |       |       |       |       |          |

## Економіка
2010 року серед 451 особи працездатного віку (15—64 років) 323 були активними, 128 — неактивними (показник активності 71,6%, у 1999 році було 73,5%). З 323 активних мешканців працювало 298 осіб (159 чоловіків та 139 жінок), безробітними було 25 (9 чоловіків та 16 жінок). Серед 128 неактивних 62 особи були учнями чи студентами, 44 — пенсіонерами, 22 були неактивними з інших причин.

У 2010 році в муніципалітеті числилось 241 оподатковане домогосподарство, у яких проживали 693,0 особи, медіана доходів виносила 22 237 євро на одного особоспоживача